# John Glenn (Alberta)

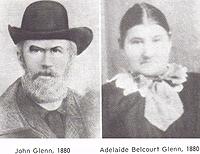
John y Adelaide Glenn.

John Glenn (Condado de Mayo, Irlanda; 1833 - Calgary, Canadá; 9 de enero de 1886) fue el primer europeo en asentarse en la ciudad canadiense de Calgary, Alberta. Se instaló en la zona en 1873 con su mujer Adelaide en una pequeña cabaña cerca de la confluencia de Fish Creek y el río Bow - en lo que hoy es Fish Creek Provincial Park.

## Juventud
John Glenn nació en el Condado de Mayo, Irlanda en 1833. Siendo joven dejó Irlanda y viajó a Inglaterra. Al principio no se adaptó y echaba de menos su país natal e incluso llegó a volver a Irlanda, pero en el camino cambió de idea y volvió de nuevo a Inglaterra.
Desde Liverpool cogió un barco que lo llevaría a Nueva York, cuando solo tenía 16 años. Cuando llegó a Estados Unidos marchó a Waco, Texas donde comenzó a trabajar en un rancho. En 1861 se unió a las tropas de la Confederación, pero no creía en la esclavitud y se unió a la Northern Federal Army, en la que sirvió bajo el mando del general William Tecumseh Sherman hasta el final de Guerra Civil en 1865.
Trabajó como minero por todo Estados Unidos y en 1867 se trasladó a Columbia Británica. Pasó muchos años como un hombre solitario y a los cuarenta años decidió casarse con Adelaide Belcourt en 1873.
Más tarde se dispusieron a buscar un buen lugar donde asentarse. Cuando llegaron a Fish Creek quedaron impresionados por el lugar y decidieron construir allí su hogar. Construyeron una cabaña en 1873, convirtiéndose en los primeros habitantes de la zona que hoy es la ciudad de Calgary. Más tarde él diría: "Este clima es el mejor que me he encontrado en todos mis viajes entre el Atlántico y el Pacífico, el Río Grande y el Peace. Aquí puedes encontrar todo lo que puedas desear".

## El puesto de comercio
Glenn viajaba regularmente a Fort Benton, para obtener bienes con los que comerciar. Hacía uno o dos viajes al año en los 70. También tenía contratados a un grupo de trabajadores. Por ese tiempo construyeron una vivienda particular, un granero y otros edificios que terminaron en 1878 y 1879. Este puesto de comercio se convirtió en parada obligatoria en la zona. Las comidas se cobraban a 50 céntimos y cada uno debía traer su propia cama.
Durante este tiempo, Glenn empezó a cultivar trigo y a trabajar con ganado. Después de tres años, la granja estaba constituida de una extensión de nueve acres sembrados con avena y cebada, un jardín y una pradera de heno. 

## El sistema de riego de John Glenn
Glenn vendió su granja original y el puesto de comercio al gobierno el 1 de agosto de 1879, convirtiéndose en la Granja de Suministros India 24. Una vez vendida, Glenn se trasladó hasta cerca de las orillas del Fish Creek, justo al este de MacLeod Trail. 
Allí John Glenn inició la construcción de su histórico sistema de riego. Esto fue 19 años antes de que la empresa Alberta Irrigation empezase su primer proyecto, cerca de Lethbridge, Alberta. 
Glenn construyó con tierra y rocas una presa media milla al oeste de MacLeod Trail y desviando el agua del arroyo por una zanja lo llevaba a sus campos. Este sistema de riego también lo utilizaba el vecino más cercano de los Glen, William Shaw, que llegó de Inglaterra en 1883.

## La familia de John Glenn

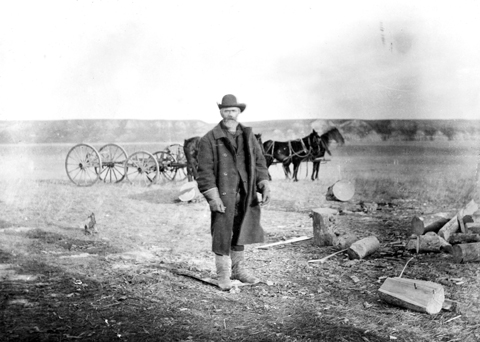
John Glenn.

Adelaide y John tuvieron ocho hijos: Patrick, John, Alfred, William, Edward, Margaret, Eliza y Mathilde. (Eliza y Mathilde murieron siendo aún niñas).
Patrick fue el único en casarse y tener descendencia. Contrajo matrimonio con Filomene Hodgson y tuvieron seis hijos.
Lamentablemente la historia de John Glenn tiene un final desafortunado. No está muy claro lo que pasó en diciembre de 1885. El Calgary Herald sostiene que los caballos de su carreta se asustaron e hicieron que cayera de la misma lesionándose gravemente. Otros dicen que mantuvo una discusión con uno de sus conductores y se pelearon. En 1886 murió de neumonía. John Glenn está enterrado en el Cementerio de St. Mary en Calgary.
Después de una vida llena de satisfacciones, Adelaide murió con 88 años de edad.
En 1999 la casa original de los Glenn fue desmantelada por el Equipo de Estudios Arqueológicos de la Universidad de Calgary -tenían la intención de reconstruirla en su lugar original- pero no ha sido realizado todavía y no parece que se vaya a hacer próximamente.